# Goul
Goul – rzeka we Francji, przepływająca przez tereny departamentów Cantal oraz Aveyron, o długości 52 km. Stanowi prawy dopływ rzeki Truyère.